# Dimmi che/Questa sera
Dimmi che/Questa sera è un singolo di Wilma De Angelis pubblicato nel ,1979 dalla casa discografica New Star Records.

## Tracce
1. Dimmi che (Di Angelo Camis e Pasquale Re)
2. Questa sera (Di Guido Bassetti e Ramundo Mauro)